# Gevangenis van Sint-Gillis
De gevangenis van Sint-Gillis (Frans: Prison de Saint-Gilles) in het Brussels Gewest dateert uit 1885 en is na Dendermonde een van de oudere gevangenissen in België. 

## Geschiedenis
De plannen voor het gebouw, dat vanaf 1875 werd opgevat ter vervanging van de oude Karmelietengevangenis, werden opgemaakt door architect Joseph J. Dumont, die ook de gevangenis van Leuven tekende. Het ontwerp paste in het plan uit 1830 van Edouard Ducpétiaux, toenmalig Algemene Inspecteur-Generaal van de Gevangenissen. Het complex is gebouwd tussen 1878 en 1884 in neotudorstijl, onder toezicht van architect François Derre, en biedt plaats aan 504 gedetineerden. De gevangenis werd ingehuldigd op 15 juni 1885. De eerste directeur van de gevangenis was Jean Stevens (1827-1898). 
Na de tweede Wereldoorlog speelde de gevangenis een belangrijke rol in de bestraffing van de collaboratie. Leiders van politieke en militaire organisaties, bekende propagandisten, spionnen en legerofficieren werden er vaak opgesloten. 
In de jaren tachtig was Jean Bultot adjunct-directeur van de gevangenis, die genoemd werd in de zaak van de Bende van Nijvel. In de decennia daarna deden er zich veel spanningen voor in de gevangenis, o.a. door overbevolking en personeelsgebrek, wat leidde tot opstanden van gevangenen (o.a. in 1987 en 2009) en stakingen bij het personeel. Sedert de jaren negentig was de gevangenis overbevolkt, met een achthonderdtal gedetineerden (vooral voorarrest). 
Naast deze gevangenis liggen de voormalige gevangenis van Vorst (1910-2022) en de gevangenis van Berkendael. Deze drie gevangenissen zouden eind 2022 gesloten worden, en vervangen door de nieuwe gevangenis van Haren in het noorden van Brussel-Stad. Toch blijven er nog tot 2024 een 200-tal gevangenen in Sint-Gillis wegens plaatsgebrek.

## Feiten
- In deze gevangenis is een medisch centrum om gevangenen te verzorgen.
- Tussen Sint-Gillis en de voormalige gevangenis van Vorst is een onderaardse gang die vroeger diende om gevangenen over te brengen.
- In Vorst was er plaats voor 405 mannen en 64 vrouwen, maar ook hier heerste een chronische overbevolking.
- De gevangenis van Berkendael telt enkel vrouwen.

## Ontsnappingen
Op 3 mei 1993 ontsnapten de gangsters Murat, Lacroix en Bajrami uit Sint-Gillis. Ze gijzelden inspecteur-generaal Harry Van Oers, dwongen hem op de motorkap van hun vluchtwagen en reden de gevangenispoort uit.

## Eerste Wereldoorlog

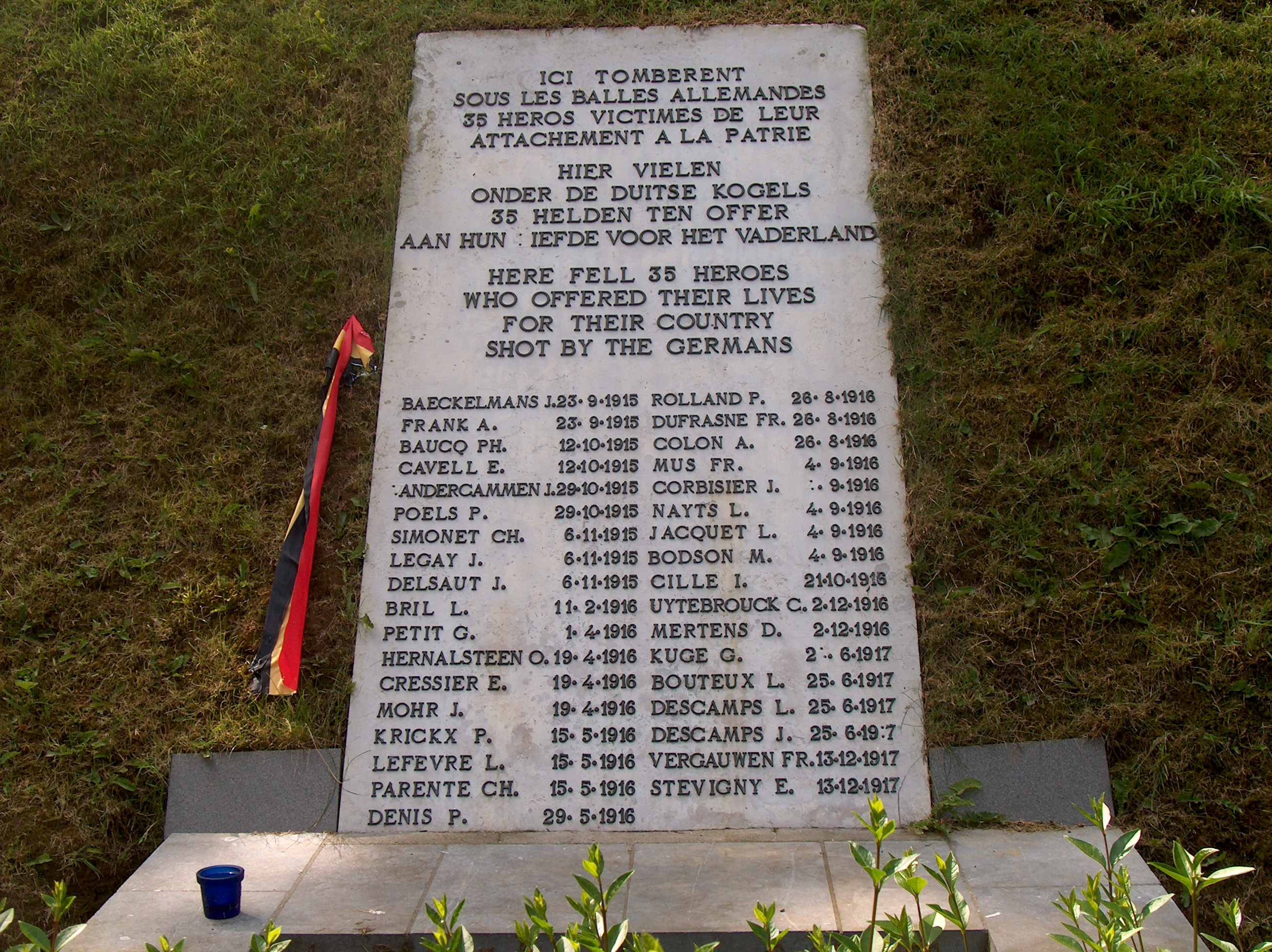
Gedenktsteen voor de gefusilleerden, Kolonel Bourgstraat, Schaarbeek

Lijst van personen die tijdens de Eerste Wereldoorlog werden opgesloten in de gevangenis van Sint-Gillis en geëxecuteerd op de Nationale Schietbaan in Schaarbeek
| - Joseph Baeckelmans († 23 september 1915) - Alexandre Franck († 23 september 1915) - Edith Cavell († 12 oktober 1915) - Philippe Baucq († 12 oktober 1915) - Pierre Poels († 29 oktober 1915) - Joseph Van der Cammen († 29 oktober 1915) - Pierre-Joseph Delsaut († 6 november 1915) - Jules Legay († 6 november 1915) - Charles Simonet († 6 november 1915) - Louis Bril († 11 februari 1916) - Gabrielle Petit († 1 april 1916) - Emile Gressier († 19 april 1916) - Oscar Hernalsteens († 19 april 1916) - Jules Mohr († 19 april 1916) - Prosper Kricke († 15 mei 1916) - Louis Lefebvre († 15 mei 1916) - Paul Denis († 29 mei 1916) - Adelin Colon († 26 augustus 1916) - François Dufrasne († 26 augustus 1916) | - Arthur Roland († 26 augustus 1916) - Jean Corbisier († 4 september 1916) - François Mus († 4 september 1916) - Louis Neyts († 4 september 1916) - Léon Jacquet († 6 september 1916) - Mathieu Bodson († 14 september 1916) - Louis Gille († 21 oktober 1916) - Dominique Mertens († 2 december 1916) - Georges Uytebrouck († 2 december 1916) - Léon Boiteux († 25 juni 1917) - Jules Descamps († 25 juni 1917) - Lucien Descamps († 25 juni 1917) - Georges Kuge († 25 juni 1917) - François Vergauwen († 25 juni 1917) - Emile Stevigny († 13 december 1917) |

## Wetenswaardig
- Louise de Bettignies, een Franse geheim agente, zou ook zijn opgesloten in Sint-Gillis tijdens de Eerste Wereldoorlog. († 17 september 1918, Duitsland)
- Auteur Ernest Claes werd in 1944 beschuldigd van collaboratie. Later werd hij hiervan door de Krijgsraad en eveneens door het Krijgshof vrijgesproken. Maar in het begin van de aanklacht werd hij opgesloten in de gevangenis van Sint-Gillis. In 1952 publiceerde hij het boek Cel 269 met autobiografische notities over zijn gevangenschap.

## Galerij

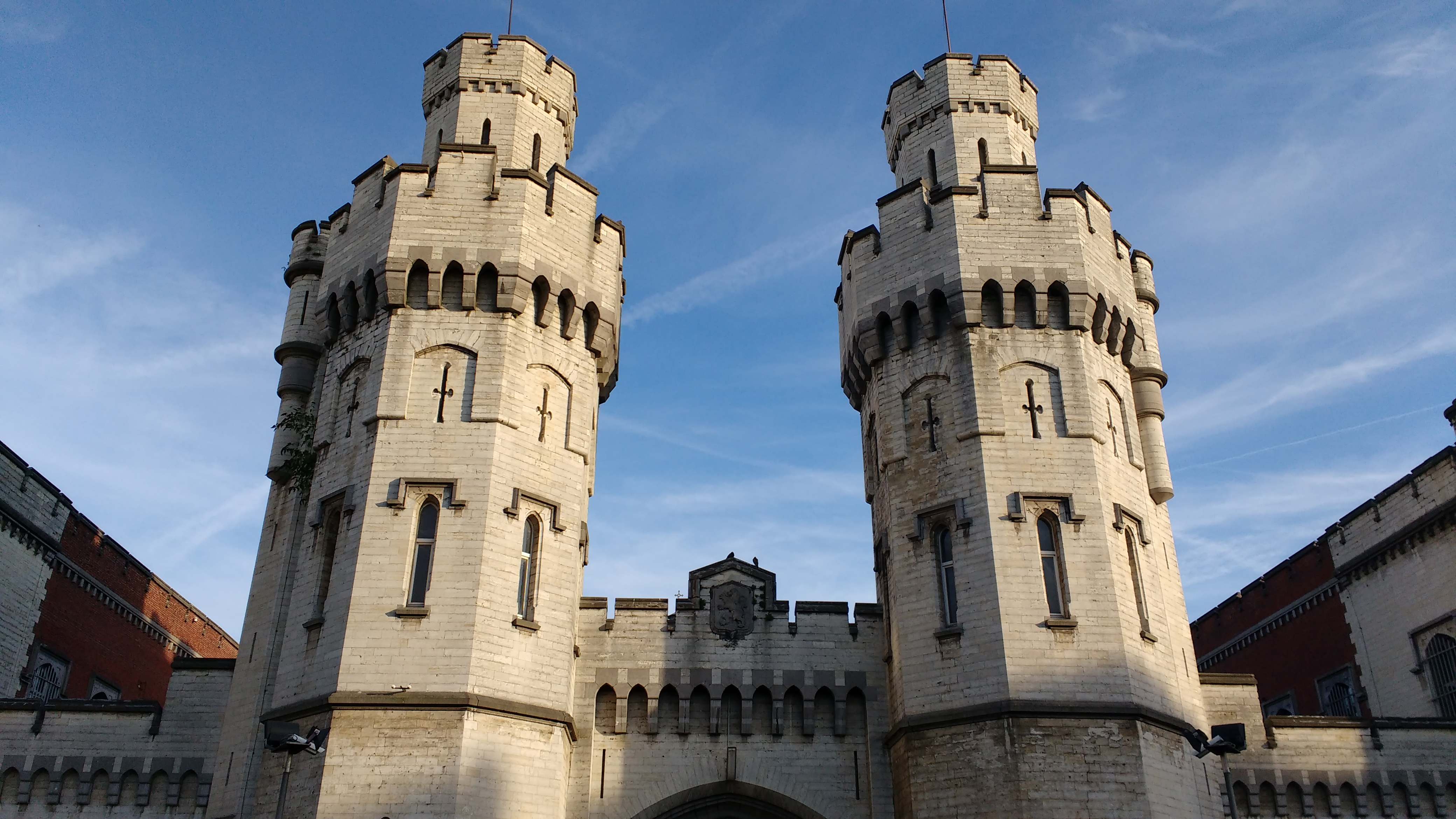
Gevangenis van Sint-Gillis
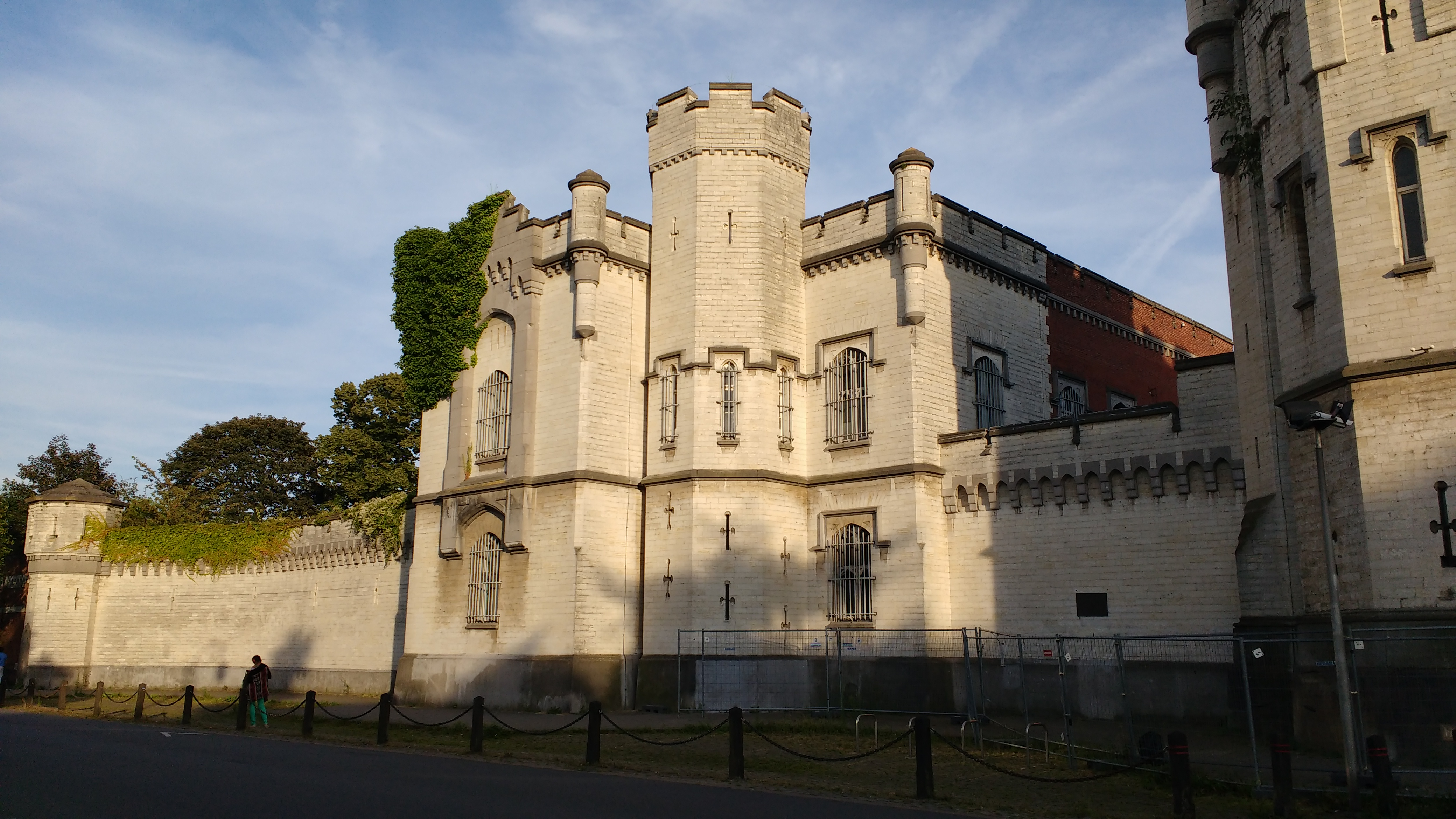
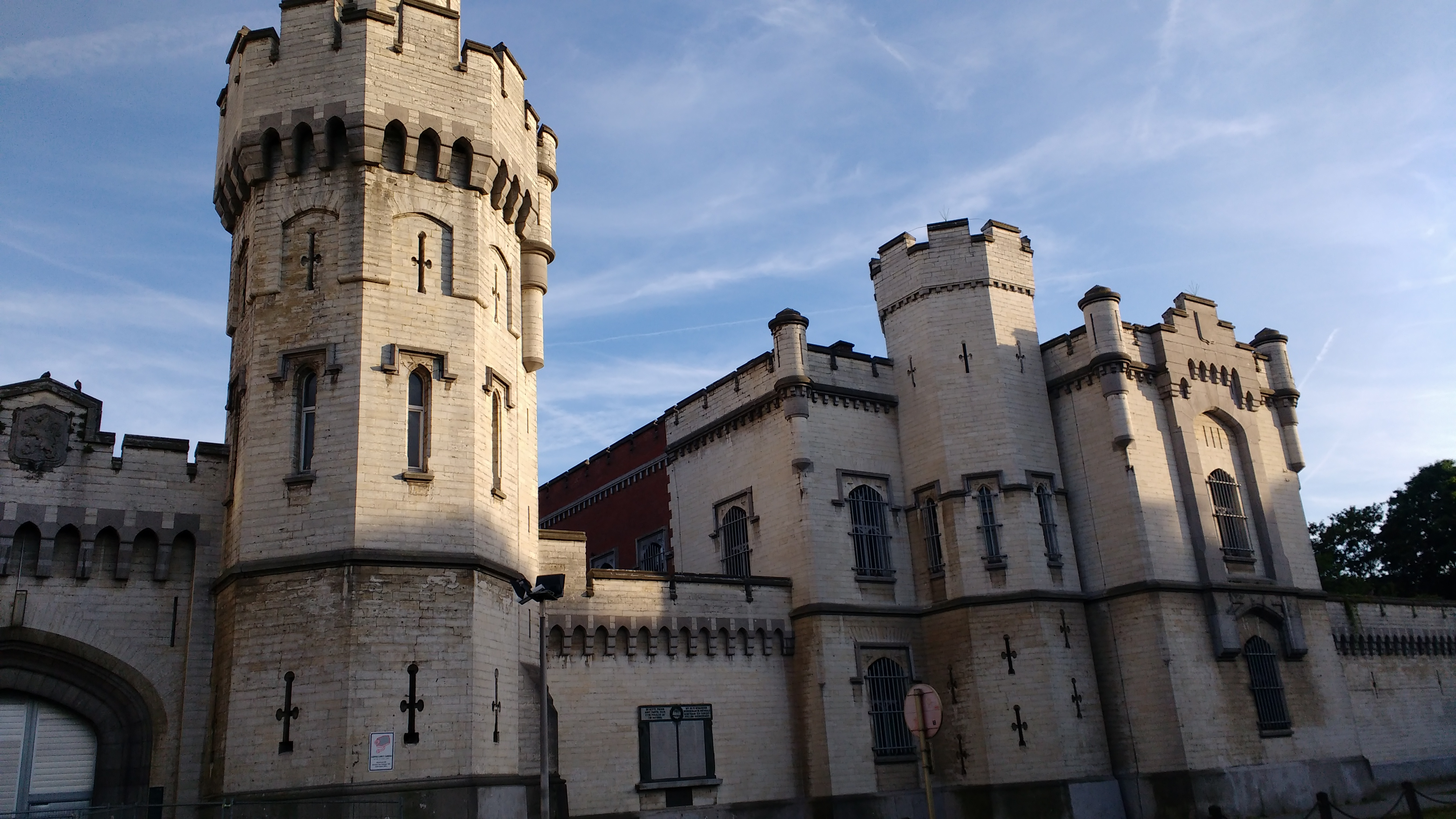
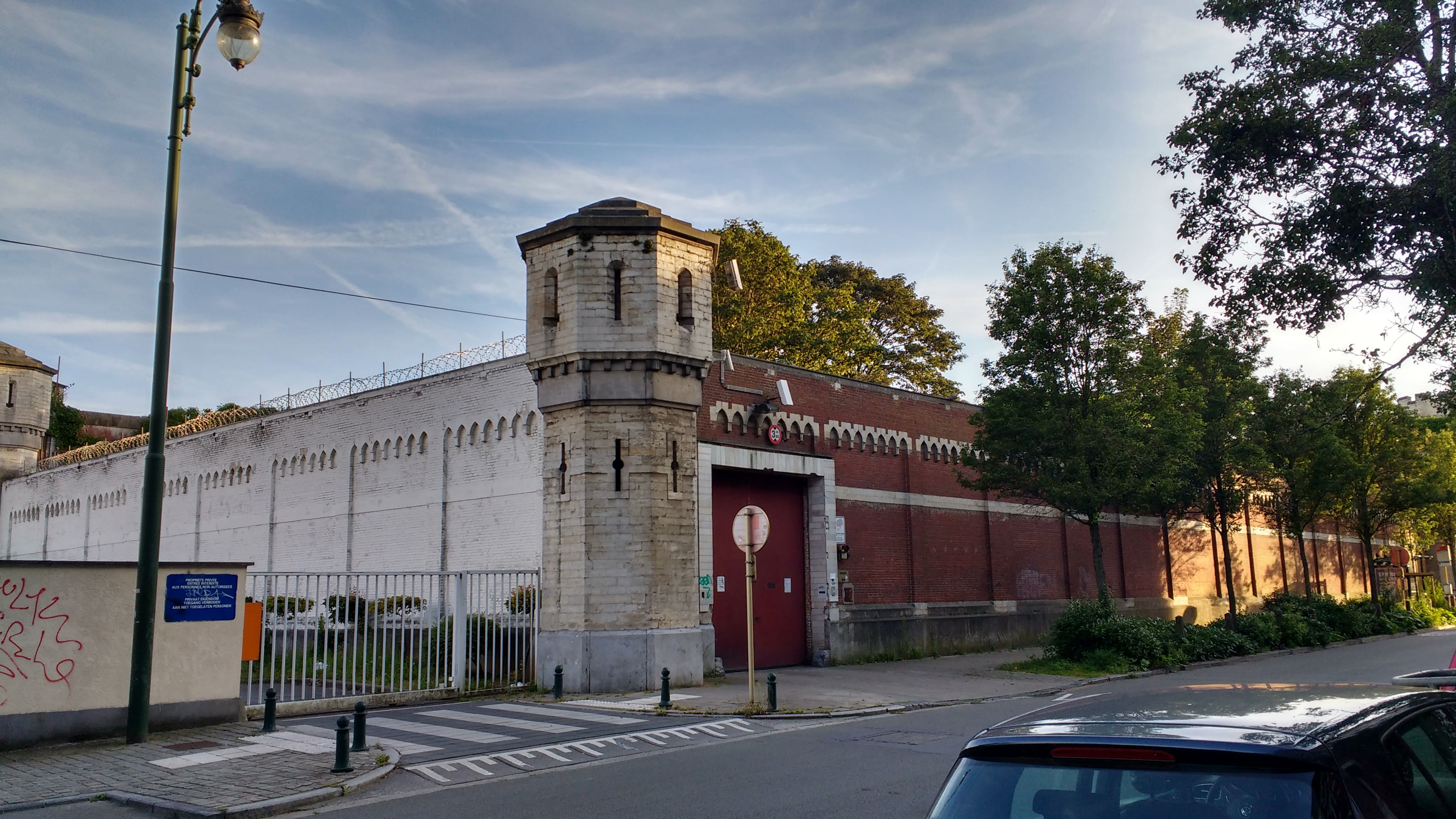
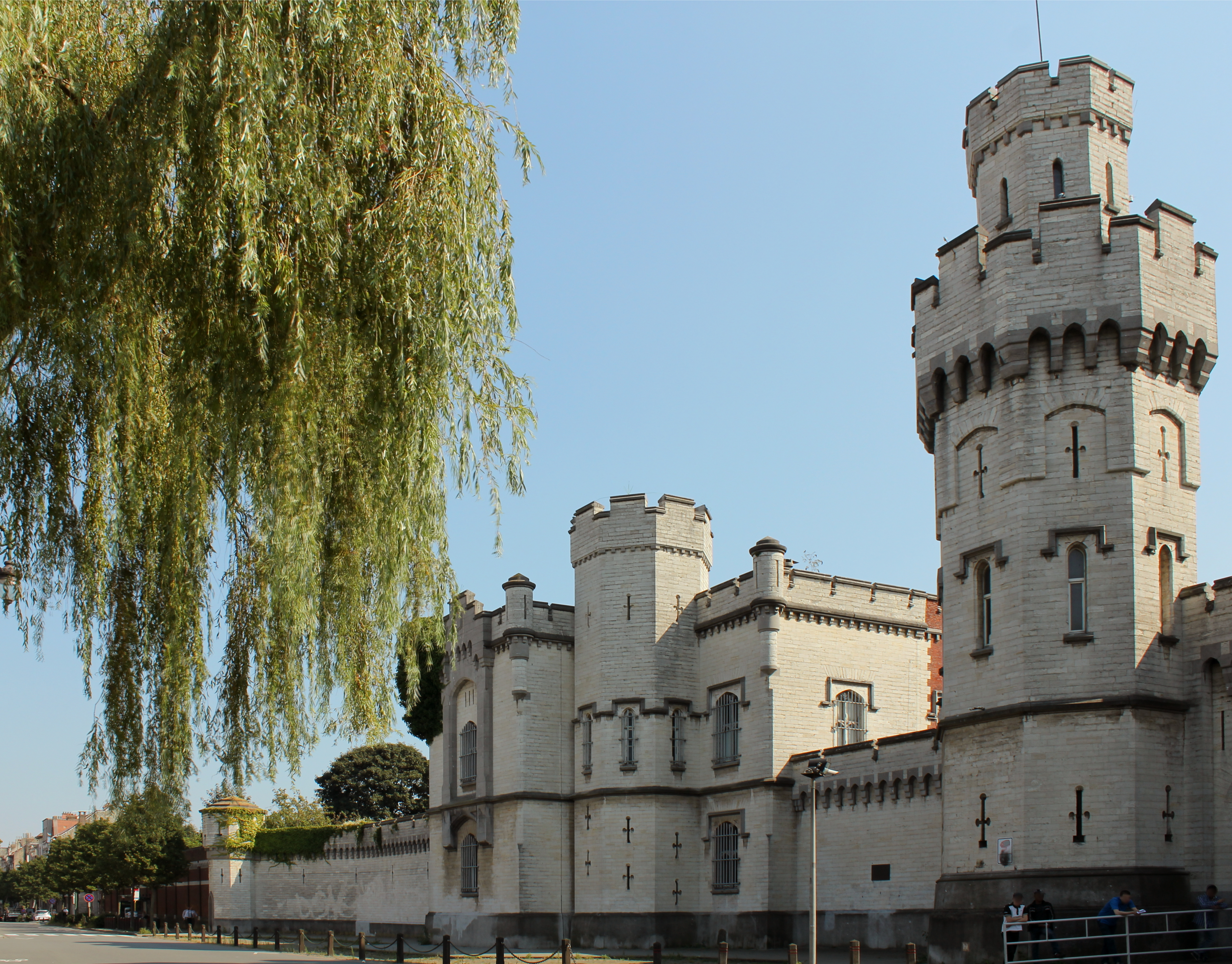
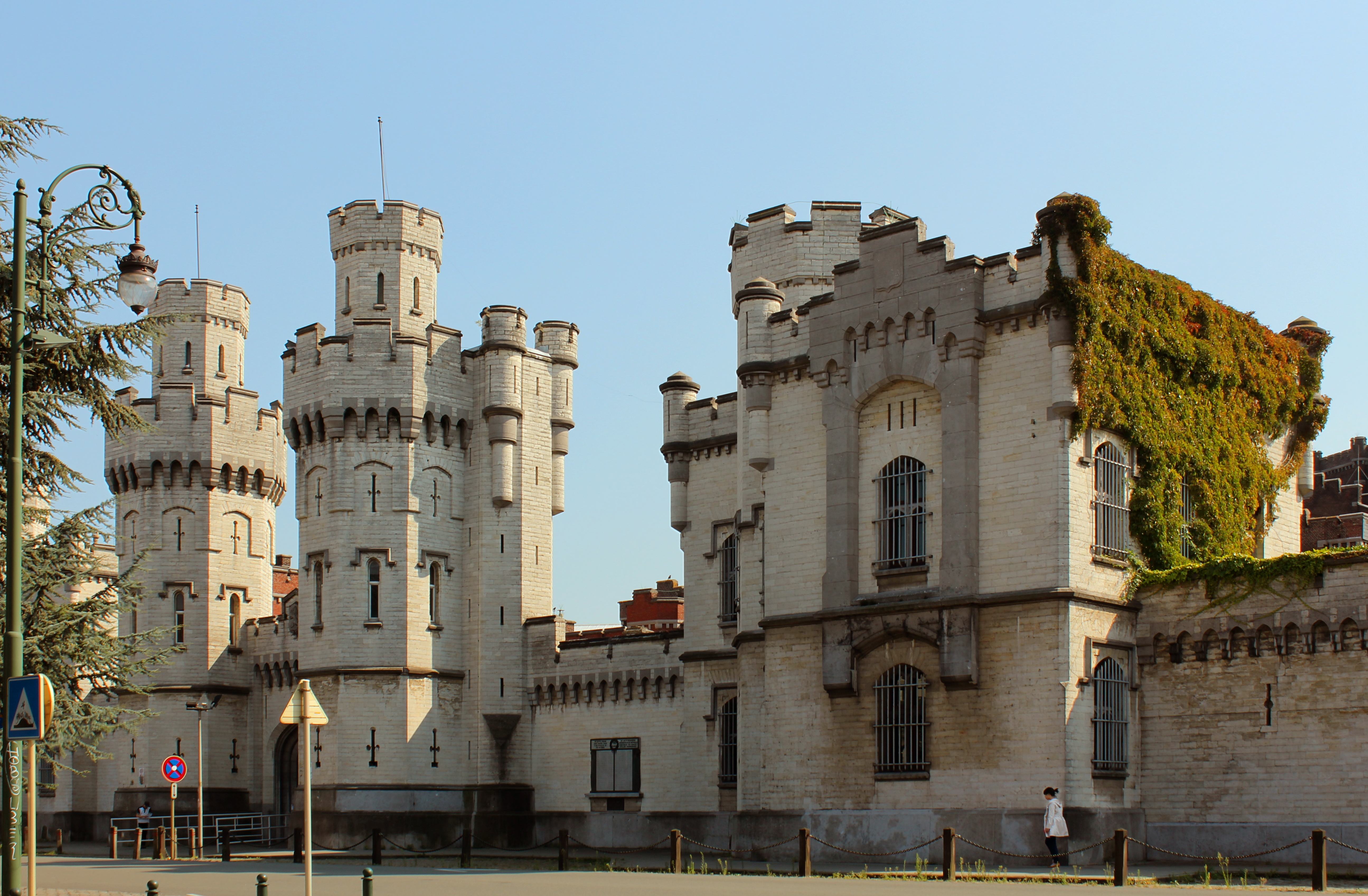
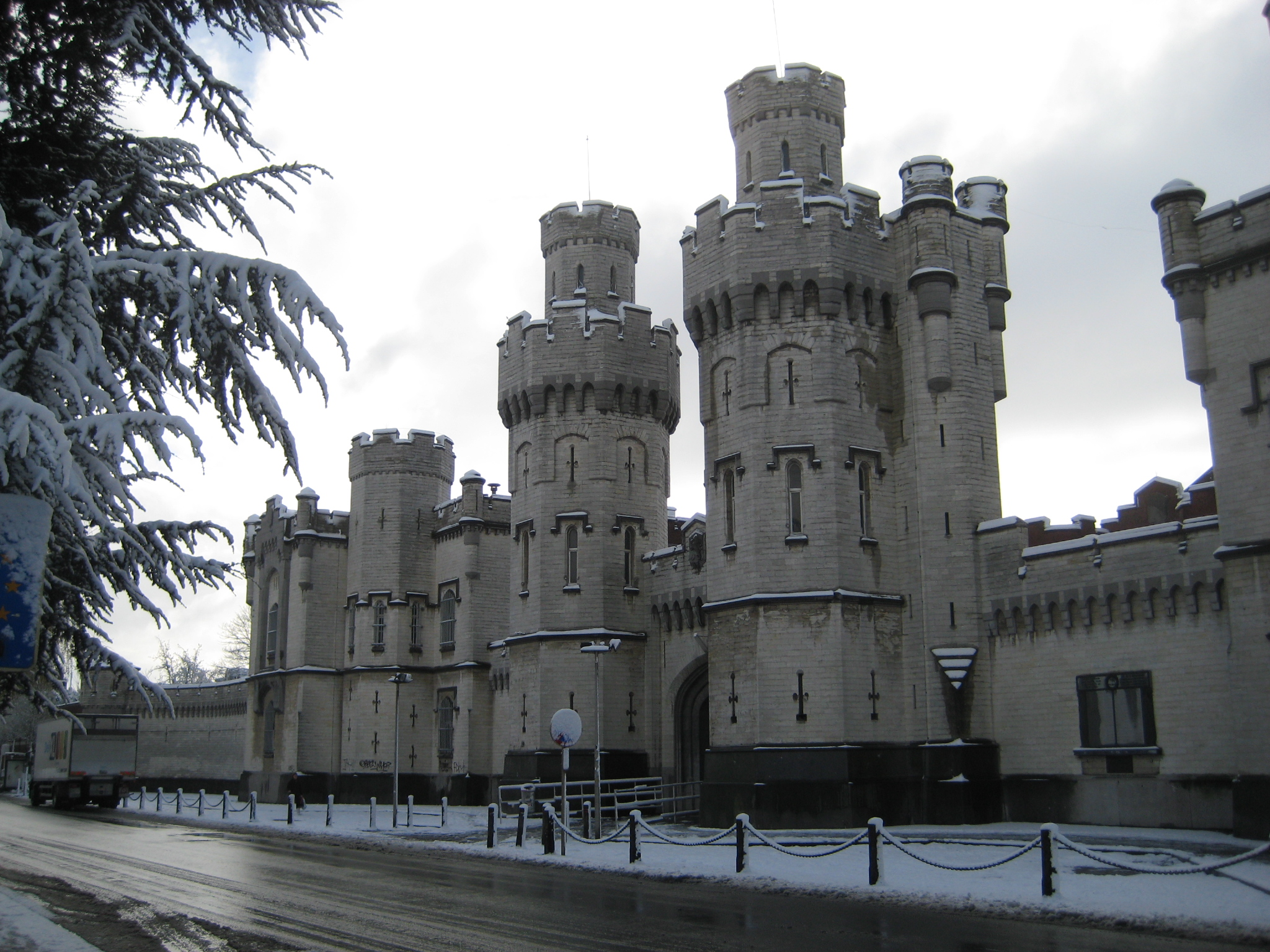
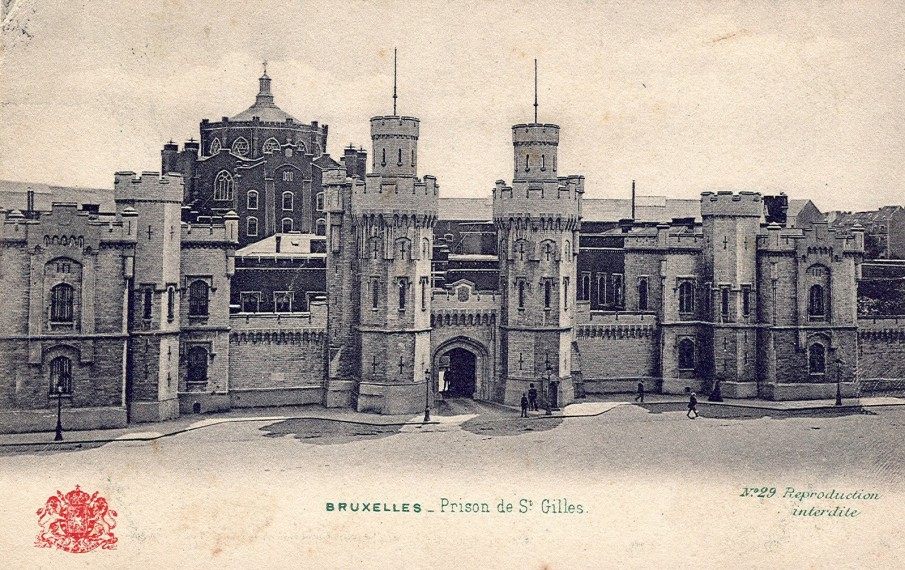
Rond het centraal paviljoen zijn in stervorm vijf vleugels geschikt.

## Voetnoten
1. ↑  Harald Deceulaer, Gert De Prins, Pierre-Alain Tallier (2019). Inventaris van het archief van de gevangenis van Sint-Gillis, 1885-1991. Algemeen Rijksarchief. ISBN 978 94 6391 021 7.
2. ↑  'Al 20 jaar vecht ik tegen overbevolking'. De Morgen (9 augustus 2013).
3. ↑  Haren (Brussel) Gevangenis(dorp). Regie der Gebouwen. Gearchiveerd op 14 januari 2023. Geraadpleegd op 12 april 2023.
4. ↑  Harry Van Oers, De dag van de grote ontsnapping, 2010, ISBN 9789490382377